# Зайцев, Владимир Алексеевич
Владимир Алексеевич Зайцев (30 июля 1991, Москва, СССР — 5 мая 2023, Стамбул, Турция) — российский бобслеист, участник сборной России по бобслею, мастер спорта России международного класса по бобслею.

## Биография
Родился 30 июля 1991 года в Москве.
В бобслей пришёл из лёгкой атлетики. Был участником сборной России по бобслею и тренировался под руководством Владимира Козлова. Неоднократно выступал на соревнованиях.
Призёр чемпионата России, победитель и призёр юниорского первенства России. Серебряный призёр юниорского первенства мира 2014 года. В последний раз выступал на международных соревнованиях за сборную России в январе 2016 года, где стал шестым на этапе Кубка Европы. Завершил спортивную карьеру в 2019 году.
По завершении спортивной карьеры жил в Коврове, где руководил фитнес-центром.
Умер 5 мая 2023 года от лейкоза крови в Стамбуле, где проходил курс лечения. Похоронили в городе Ковров 7 мая.

## Звания и награды
- Мастер спорта России международного класса по бобслею